# Ernest Emili Marcos Hierro
Ernest Emili Marcos Hierro (Barcelona, 1963) és un bizantinista, filòleg grec i autor català que exerceix de professor de Filologia Grega a la Universitat de Barcelona (UB) i investigador titular de l'Institut de Recerca en Cultures Medievals (IRCVM). El 1986 es graduà en Filologia Clàssica per la UB. El 1994 es doctorà en Filologia Bizantina i Neogrega per la Universitat de Múnic amb la tesi Die byzantinisch-katalanischen Beziehungen im 12.. und 13. Jahrhundert unter besonderer Berücksichtigung der Chronik Jakobs I. von Katalonien-Aragon ('Les relacions bizantinocatalanes als ss. xii i xiii segons el testimoni de la Crònica de Jaume I de Catalunya-Aragó'). Ha escrit diverses obres de recerca i de divulgació.